# 拡張パック
拡張パック（かくちょうパック、英: expansion pack）とは、既存のものの機能や性能などに対し、新しい機能や性能などを追加（機能拡張）する際に必要になる物をひとまとめにしたもの（パック）を指す。
拡張パックは、拡張パッケージ、アドオン（アドイン）などとも言われる。類似する言葉としてプラグインがあるが、厳密には意味が異なるものの、機能を拡張する点では同様であり、拡張パックの一種として扱われる場合も多い（詳細は機能拡張を参照）。
expansion とは、新しく部品などを追加して拡張することを意味する。

## 概要
既に市場に出回った製品などに対し、製品のメーカーが後から機能の追加や性能の向上を施す場合に、それに必要な部品を一まとめにした拡張パックを用意する。製品のユーザーがこの拡張パックを使用することで、製品の機能や性能を追加し拡張することができる。後からの機能の追加や拡張が行われるコンピュータのソフトウェア分野や一部のゲーム（コンピュータゲーム、テーブルトークRPG、トレーディングカードゲームなど）でよく使われるものである。
拡張パックは機能を追加するためのものを意味するが、マイクロソフトが同社のオペレーティングシステムであるMicrosoft Windowsに対して配布するサービスパック（Service Pack）のように、バグや不具合の修正と機能拡張が同時に含まれているものもある。
ベースに同じシステムを使って作られたものであったとしても、それ単体で動作する場合は拡張パックとは呼ばない。

## コンピュータゲーム
呼称は一定ではなく、アペンドディスク（パワーアップキット）など、名称が異なる場合もある。なお、前述した「アペンドディスク」はここで述べる拡張パックとは使用方法が若干異なるため、そちらを参照のこと。
コンピュータゲームにおける拡張パックはいわゆるメーカー公式のMODで、新しいステージやシステム、ゲームバランスの改変など、ゲーム本編の機能を文字通り拡張することが目的である。通常のアップデートとの違いは、拡張パックではシステムの改変や新機能の追加であるのに対して通常のアップデートは主にバグを修正するものである点である。ベースに同じシステムを使って作られたゲームであったとしても単体で動作する場合は拡張パックとは呼ばない。
拡張パックは既存のゲームシステムを流用する仕組みであるため、短期間かつ低コストで制作できる。また、パソコンゲーム以外でもWiiやPlayStation 3などインターネット接続ができるゲーム機が登場してきた世代ではダウンロードコンテンツと呼ばれる形式での配布が可能になった。このため単なる機能拡張ではなく、いわゆる続編に当たる作品までも拡張パックとして販売するケースが増えてきている。デメリットはハードの故障などで新しいものに買い換えた場合には本編をダウンロードし直した上でダウンロードコンテンツをダウンロードし直すという二度手間が必要になることが挙げられる。仮にハードウェアに紐付けされているソフトである場合は買い直しが必要になるかも知れない。
インターネットが普及し、これに対応する家庭用ゲーム機が流通している現在では先述の通りのダウンロードコンテンツとしての配布が主流になりつつある。それまではインターネットの設備が十分でなかった家庭のため、拡張パックをディスクに記録し、これを流通させるケースもあった（『ポケモンコロシアム#拡張ディスク』など）。
ゲームハードでも拡張パックの考え方があり、既存のゲーム機に取り付けることで機能（新しい媒体への対応や音質向上）や性能（より速いプロセッサ）を向上させる事ができる。ファミリーコンピュータに取り付けるディスクシステムやメガドライブのメガCDやスーパー32X等がある。

## テーブルトークRPG
テーブルトークRPG（TRPG）では、一般にサプリメント（サプリ）と呼ばれている。TRPGのサプリメントで行われる拡張はもっぱら、拡張ルール、新しい世界観、そしてシナリオ集が組み込まれる。
ルールを各自ルールブックから学習する非電源環境であるTRPGでは、遊び手が最初に発売されたルールブックの情報を保持したままであることも多い。そのため、後発のサプリにおいてルール変更をすることは遊び手同士の齟齬を防ぐ意味でもあまりなされない。ただ、ルールブックがB6判、あるいは文庫版で発売されたゲームの中には、半分ほどのページを用いてゲーム内容を紹介するリプレイに割く作品もあり、ルールブックのみでは十分なルール説明が出来ない場合もある。そういったゲームは、B5判の「上級ルールブック」として、ルールブックそのものの補訂をすることもよく行われている。
基本的にルールブックの基幹システムを踏襲するTRPGサプリメントは、遊び手全員が購入する必要は必ずしもない。特にシナリオ集はゲームマスター（GM）のみが閲覧することが前提のサプリである。

## トレーディングカードゲーム
トレーディングカードゲームの一販売形態である拡張パック（またはブースターパック）とは、カードデッキをより戦略的にするための数枚で構成されるカードのパッケージである。一般的に既存のデッキを強化する目的で購入されるが、対戦目的ではなくレアカード収集を目的の購入者もいる。
ブースターパックは百数種のカードの中からランダムに数枚ずつ封入されているものである。ブースターパックのシリーズは「弾」（だん）と呼ばれることがあり、各弾でカードごとに出やすさ（レア度）が設定されている。レア度が高いものはレアカードと呼ばれ、これを収集する目的でブースターパックを買う者もいる。ブースターパックに封入されるカードは旧弾と併用できるものが多く、小売店では新旧混在して販売される。また、人気の高いカードは後の弾で再版されることがあるが、そのときはカードの効果は同じでも絵が変更されている場合もある。
通常トレーディングカードゲームは枚数さえ揃えばすぐに遊ぶことができるが、ブースターパックは規定枚数揃えてもゲームプレイに必要なカードが入っていない事があるなど、正式なゲームをプレイできない場合もある。その際にはスターターパッケージや構築済みデッキ（構築済みデッキにはそのほかに必要となる小道具は封入されていないかも知れない）を購入する必要がある。

## 自動車
- アバルト・エッセエッセキット - 同社の車両『アバルト500』用のメーカー保証付き公認アップグレードキット。走行距離2万キロメートル以内、購入から一年以内に購入でき、車両のパフォーマンスアップと新車保証の両立が可能である（他のメーカーも類似のパーツを出しているが、完全な新車保証の条件から外れたり、競技用部品扱いでユーザの自己責任という扱いになる。）。同社は新車にも取り付け可能であるが、ノーマルのアバルトを体験した後にキットを取り付けることでより違い（アバルトマジック）が体感できるとしている。